# Allophyllum divaricatum
Allophyllum divaricatum är en blågullsväxtart som först beskrevs av Thomas Nuttall, och fick sitt nu gällande namn av A. och V. Grant. Allophyllum divaricatum ingår i släktet Allophyllum och familjen blågullsväxter. Inga underarter finns listade i Catalogue of Life.